# Gromada Brudzowice
 Gromada Brudzowice war eine Verwaltungseinheit in der Volksrepublik Polen zwischen 1956 und 1972. Verwaltet wurde die Gromada vom Gromadzka Rada Narodowa, dessen Sitz sich in Brudzowice befand und aus 17 Mitgliedern bestand.

Die Gromada Brudzowice gehörte zum Powiat Zawierciański in der Woiwodschaft Katowice (damals Stalinogród) und bestand aus der ehemaligen Gromadas Brudzowice der aufgelösten Gmina Mierzęcice sowie Dziewki und Nowa Wioska aus der aufgelösten Gmina Pińczyce und den Forstgebieten 111–209 des Forstbezirks Łysa Góra.

Die Gromada Brudzowice bestand bis zum 31. Dezember 1972.